# Čejč
Čejč – miejscowość w Czechach, w kraju południowomorawskim w  powiecie Hodonin, w pobliżu granicy ze Słowacją.

## Historia
Pierwsza wzmianka o wsi pochodzi z 1222 roku, kiedy to należał do klasztoru cystersów w Tišnov. W czasie wojen husyckich wieś została wyludniono, prawdopodobnie mieszkańcy zginęli. W 1771 roku wieś zamieszkiwali morawscy Słowacy i francuscy koloniści. W 1782 roku w wyniku wielkiego pożaru spłonęło trzydzieści gospodarstw, ale szybko zostały odbudowane.

## Zabytki
- Kościół św. Wendelina zbudowany w latach 1729–1731. W 1937 został odrestaurowany. W wieży wisi dzwon św. Donata z 1747 i świętych Cyryla i Metodego z 1923 roku.
- Kaplica św. Rocha przy dworcu upamiętniająca epidemie cholery z pierwszej połowy XIX wieku
- Rzeźba św. Rodziny z 1920 roku w miejscowym parku